# Заборки (Бологовський район)
Заборки (рос. Заборки) — присілок в Бологовському районі Тверської області Російської Федерації.
Населення становить 92 особи. Входить до складу муніципального утворення Рютинське сільське поселення.

## Історія
Від 2005 року входить до складу муніципального утворення Рютинське сільське поселення.

## Населення
| 2010 |
| ---- |
| 92   |